# Oloph Odenius
Oloph Johan Ernst Odenius, född 12 mars 1923 i Östersund, död 15 juni 1987 i Stockholm, var en svensk antikvarie, medeltidsforskare och handskriftsexpert. 
Han var son till fältläkaren vid Norra arméfördelningen Ruben Odenius och Kjerstin Forssell.
Efter studentexamen 1942 bedrev han akademiska studier i Uppsala, bland annat i nordiska språk, etnologi samt i  religionshistoria, där han blev filosofie licentiat.
År 1958 anställdes Oloph Odenius vid Vitterhetsakademien som assistent åt antikvarien Toni Schmid som sedan 1930 arbetat med uppordning och katalogisering av de fragment av medeltida liturgiska böcker som under reformationen på kunglig befallning konfiskerats, slaktats  och rivits sönder för att utgöra de nödvändiga fyllningen i pergamentsomslagen till de kungliga räkenskapsböckerna, nu i riksarkivet. De medeltida pergamentsomslagen återanvändes. Fragmenten lyftes fram, fotograferades och de ursprungliga böckerna rekonstruerades. En rad tvärvetenskapliga problem fick på så sätt sin lösning. Vid Schmids pensionering 1968 blev Odenius hennes efterträdare. Som antikvarie vid Vitterhetsakademien blev han ansvarig för hela projektet. Man upprättade en omfattande vetenskaplig katalog, Catalogus Codicus Mutilorum. Där redovisades 2 900 identifierade medeltida handskrifter sammanfogade utifrån uppskattningsvis 15 700 fragment. De kunde dateras från 1000-talet till 1500-talet och åter bli tillgängliga som läsliga texter i ursprungligt skick. Till största delen var det liturgiska handskrifter (777 missalen, 409 tidebönsböcker, 99 bibelhandskrifter osv.), samt en mängd teologiska handskrifter. Odenius var en av Sveriges främsta uttolkare av medeltida handstilar.
Hans forskning resulterade i ett stort antal uppsatser om kultgeografiska och kulttopografiska problem, liksom medeltida teologi, liturgi, kult, hagiografi, sfragistik, konst, folkloristik och allmän kulturhistoria. Hans insatser ledde till att han 1973 blev teologie hedersdoktor vid Uppsala universitet. Han är jordfäst på Skepptuna kyrkogård.